# Geamia din Ada Kaleh

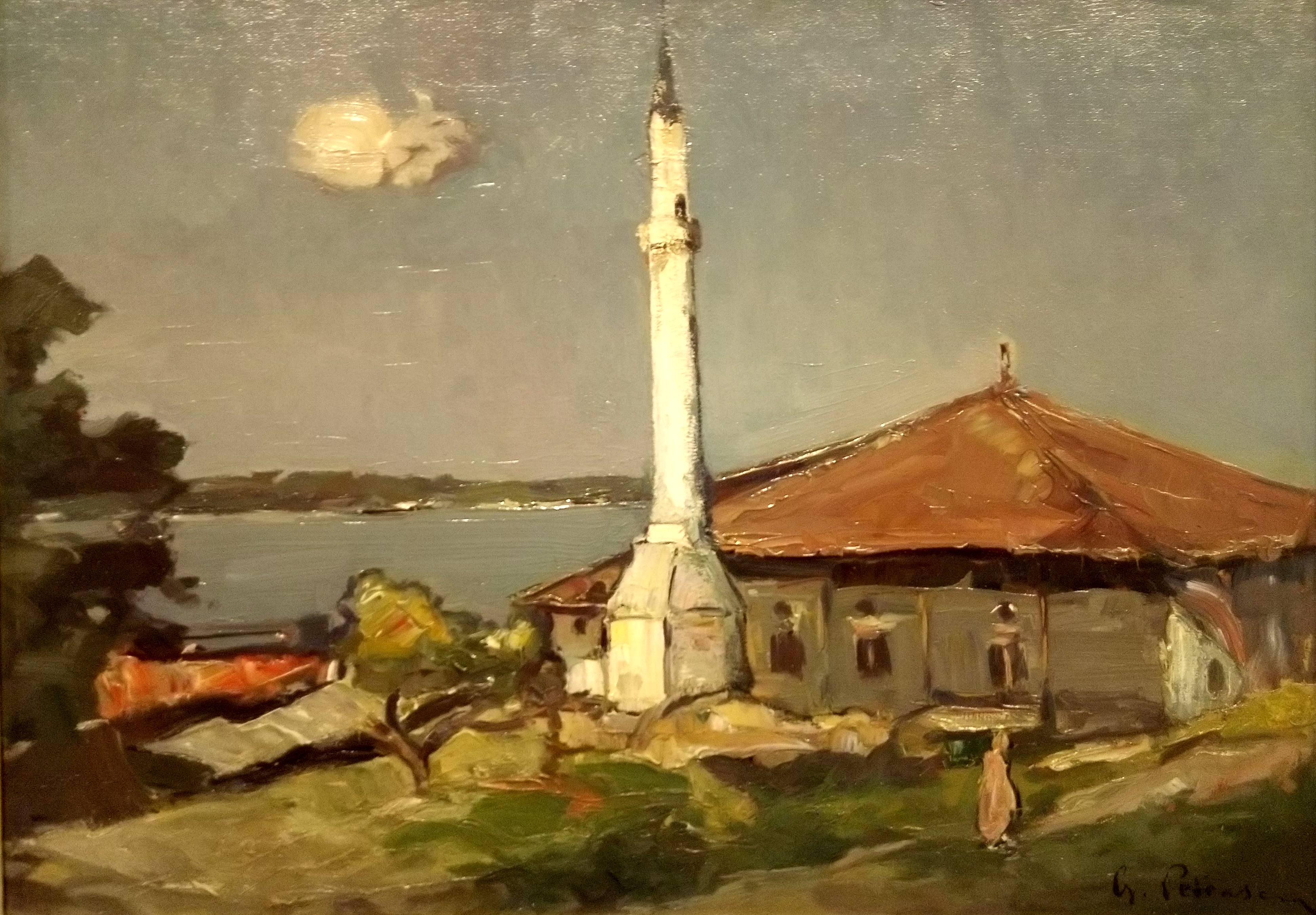
Geamie la Ada Kaleh, pictură de Gheorghe Petrașcu (1872-1949)

Geamia din Ada Kaleh a fost un lăcaș de cult islamic construit în 1722 pe insula Ada Kaleh (actualmente inundată de apele Dunării). Geamia a fost transformată în mănăstire romano-catolică de către călugării franciscani, iar apoi în biserică parohială de administrația Imperiului Austriac. În anul 1799 a devenit din nou geamie, fiindu-i construit un minaret de 10 m înălțime. Mihrabul lăcașului era orientat spre Mecca.
Clădirea a fost construită deasupra întăriturilor aflate la 4 metri înălțime, dominând insula prin înălțimea ei. La intrarea în geamie s-a aflat un bazin de apă cu o pompă care servea credincioșilor la ritualul spălării mâinilor. Pe inscripția bazinului se afla notat anul 1913. În interiorul geamiei s-a aflat cel mai mare covor din Europa, care a fost dăruit în anul 1904 de sultanul turc Abdul Hamid al II-lea. Covorul a fost lucrat manual timp de 17 ani la centrul artizanal Hereke din Turcia; el are o lungime de 14 metri și o lățime de 9 metri, cântărind 490 de kilograme.  În anul 1965 covorul a fost dus la Moscheea Carol I din Constanța.
Clădirea a adăpostit în anumite perioade și câteva săli de clasă pentru copii. Acoperișul geamiei s-a surpat după iarna grea a anului 1954, fiind ulterior refăcut. Minaretul a fost dinamitat înainte de a fi scufundată insula, odată cu ridicarea barajului de la Porțile de Fier II.

## Picturi
Geamia a fost pictată de Gheorghe Petrașcu și Constantin Artachino. Pictura "Geamie la Ada Kaleh" a lui Constantin Artachino a fost realizată în ulei pe placaj și are dimensiunile 39 × 49 cm, fiind vândută în anul 2010 de casa de licitații Artmark la prețul de 3.500 de euro. Pictura "Geamie la Ada-Kaleh" a lui Gheorghe Petrașcu a fost realizată în ulei pe carton și are dimensiunile 25,2 x 35 cm, valoarea ei fiind estimată în anul 2010 de casa de licitații Artmark la circa 22.000 - 25.000 euro.